# حوزه انتخابیه اراک، کمیجان و خنداب
حوزهٔ انتخاباتی اراک، کمیجان و خنداب یکی از حوزه از حوزه‌های استان مرکزی برای انتخابات مجلس شورای اسلامی است. این حوزه به مرکزیت اراک، ۲ نماینده دارد.

## نمایندهدوره دهم
علی اکبر کریمی و سید مهدی مقدسی

## پی‌نوشت و منبع
- «جدول حوزه‌های انتخابیه در انتخابات دهمین دورهٔ مجلس شورای اسلامی» (PDF). مرکز پژوهش و سنجش افکار صدا و سیما. بایگانی‌شده از اصلی (PDF) در ۵ اكتبر ۲۰۱۸. دریافت‌شده در ۸ ژوئیه ۲۰۱۶. تاریخ وارد شده در |archive-date= را بررسی کنید (کمک)